# Сабанета
Сабанета (на испански: Sabaneta) е град в едноименния щат Баринас, Венецуела. Градът е с население от 20 419 жители (по данни от 2011 г.), и обща площ от 10 км².
Основан е през 1878 г. от испанеца Хуан де Алма. Това е родното място на покойния президент на Венецуела Уго Чавес. Основната индустрия е производството на захар.